# Plopiș
Plopiș è un comune della Romania di 2 585 abitanti, ubicato nel distretto di Sălaj, nella regione storica della Transilvania. 
Il comune è formato dall'unione di 3 villaggi: Făgetu, Iaz, Plopiș.